# Pitambara tagalica
Pitambara tagalica är en insektsart som först beskrevs av Stsl 1854.  Pitambara tagalica ingår i släktet Pitambara och familjen Lophopidae. Inga underarter finns listade i Catalogue of Life.